# 고객감동
고객감동(Customer Surprise)은 계속해서 진화하고 있는 고객CS의 마지막 단계이며, 고객CS의 진화 단계는 아래와 같이 3단계로 나누어 볼 수 있다.

- 1단계 고객서비스(Customer Service): 고객에게 다양한 서비스를 제공하는 단계
- 2단계 고객만족(Customer Satisfaction): 고객에게 기본서비스 외에 추가적인 서비스를 제공하여 고객이 만족하고 감동하게 만드는 단계
- 3단계 고객감동(Customer Surprise): 고객이 만족에 멈추는게 아니라 감동적인 서비스에 깜짝 놀라게 만드는 단계

고객 감동(Customer Surprise)은 바로 마지막 3단계인 고객이 감동적인 서비스에 깜짝 놀라는 것을 말한다.

## 같이 보기
- 고객 관계 관리 (Customer Relationship Management)

## 참고
- 《고객만족(CS) 이것이 핵십포인트》무전철남 지음.
- 《고객만족》드루 스콧 지음.